# Kocába
Kocába je říčka ve Středočeském kraji, levostranný přítok Vltavy. Odvodňuje severovýchodní část okresu Příbram. Podél Kocáby se nacházejí četné chatové a trampské osady. Za vyšších vodních stavů je oblíbeným cílem vodáků.

## Průběh toku
Pramení na jižním okraji příbramské čtvrti Nová Hospoda (Příbram IX, na okraji sídelní jednotky Za Svatou Horou v části Příbram II) nedaleko obce Dubno, asi 3 km východně od centra Příbrami. U Dubence řeku překračuje dálnice D4, u Višňové (asi 5 km od pramene) napájí říčka tři rybníky. Nedaleko obce se stáčí na sever a protéká obcí Daleké Dušníky. Pod Tuškovským vrchem se říčka opět stáčí, tentokrát na východ, a pokračuje asi 8 km hlubokým lesem pod Starou Hutí až k Novému Knínu. Od tohoto města se řeka zahlubuje do údolí, ve kterém potom protéká až k ústí. U Velké Lečice (31 km od pramene) opouští Kocába území okresu Příbram a posledních 10 km pokračuje v okrese Praha-západ. U Malé Lečice překonává v úzké soutěsce skalní práh s divokými peřejemi, označovaný jako Lečická kaskáda. I v dalším úseku si Kocába udržuje značný spád. Na břehu se objevují staré trampské osady (Askalona, Dashwood, Rewaston, Havran), ale i nevzhledné chaty. V posledním kilometru protéká obcí Štěchovice, v jejímž centru, mezi autobusovým stanovištěm a přístavem, ústí zleva do Vltavy.

### Větší přítoky
Nejvýznamnějším přítokem je Sychrovský potok s délkou 20,7 km, který ústí do Kocáby z levé strany.

## Vodní režim
Průměrný průtok u ústí činí 0,62 m³/s.
Hlásný profil:
| místo          | říční km | plocha povodí | průměrný průtok | stoletá voda |
| -------------- | -------- | ------------- | --------------- | ------------ |
| Daleké Dušníky | 34,45    | 54,84 km²     | 0,10 m³/s       | 37,5 m³/s    |

## Mlýny
- Brunclíkův mlýn – Starý Knín, okres Příbram, kulturní památka

## Využití

### Vodácká sjízdnost
Pro vodáky je Kocába sjízdná za vyšších vodních stavů po jarním tání, vydatnějších deštích nebo při vypouštění rybníků, pokud vodočet ve Štěchovicích ukazuje aspoň 70 cm. Nejčastějším místem zahájení plavby je obec Rybníky (30 km od ústí) nebo Nový Knín. Většina toku má přirozený charakter koryta s četnými zarostlými meandry a peřejemi. V rychlém proudu je často obtížné zastavit, a proto lze sjezd doporučit jen zkušeným vodákům. Dalšími překážkami na toku jsou náplavy odpadu a padlé stromy, velmi nízké lávky v chatových osadách a drátěné ohradníky pro dobytek natažené do koryta. Nejobtížnější úsek je Lečická kaskáda, kde říčka prolamuje skalní hřbet. Poslední 4 km nad Štěchovicemi teče Kocába regulovaným korytem a je zde několik nesjízdných stupňů s nebezpečnými vývary.

### Těžba zlata
Kocába a její nejbližší okolí byly již po staletí známým nalezištěm zlata. Tzv. Štěchovický zlatonosný revír se rozkládá mezi Novým Knínem a Štěchovicemi, resp. Davlí, a těžba zde probíhala v několika historických etapách, přičemž existují úvahy, že zde mohli rýžovat zlato již Keltové. V červnu roku 2003 se na Kocábě konalo mistrovství světa v rýžování zlata.

## Obrázky

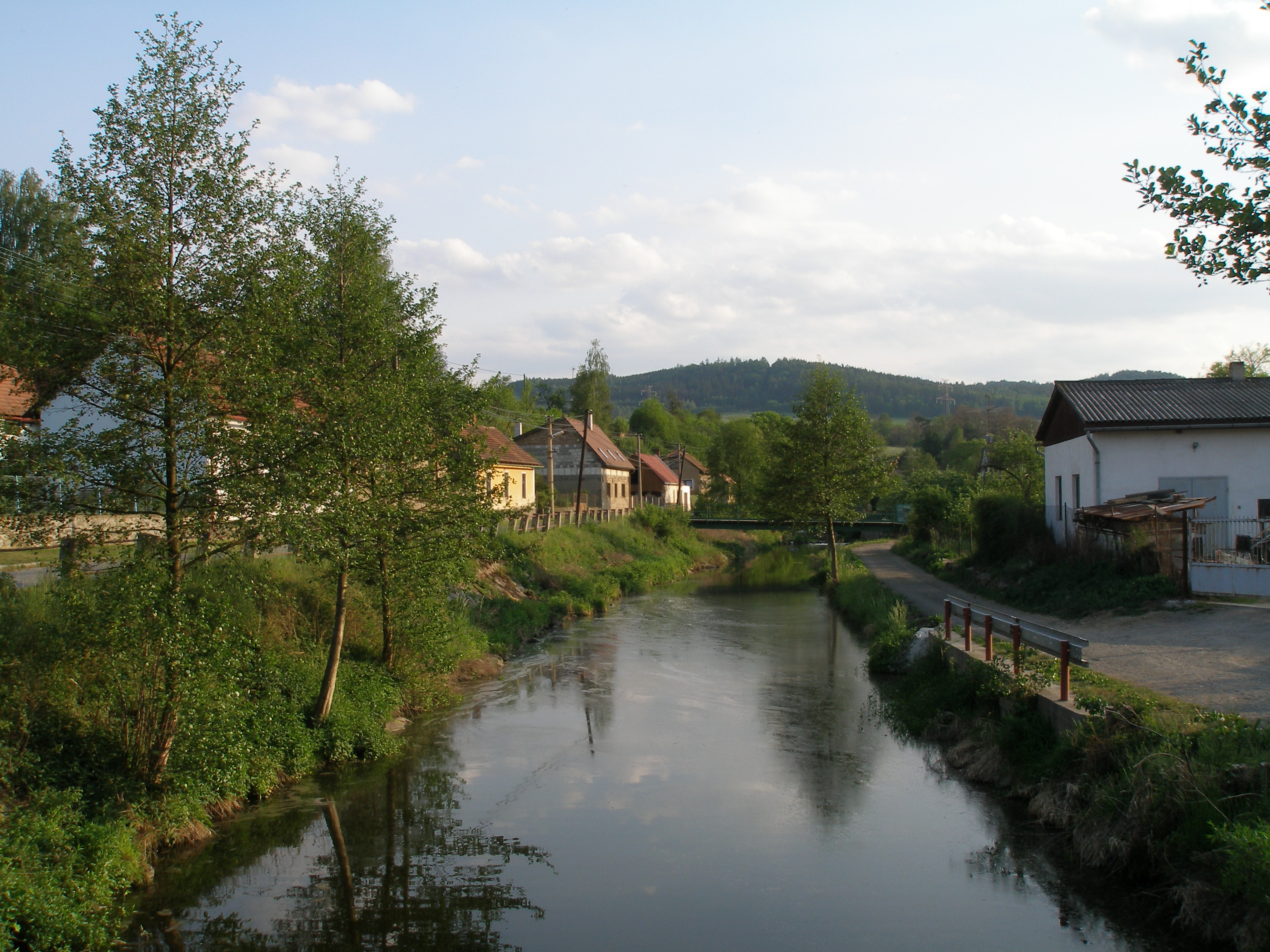
Kocába v Kozohorské ulici na katastru Starého Knína
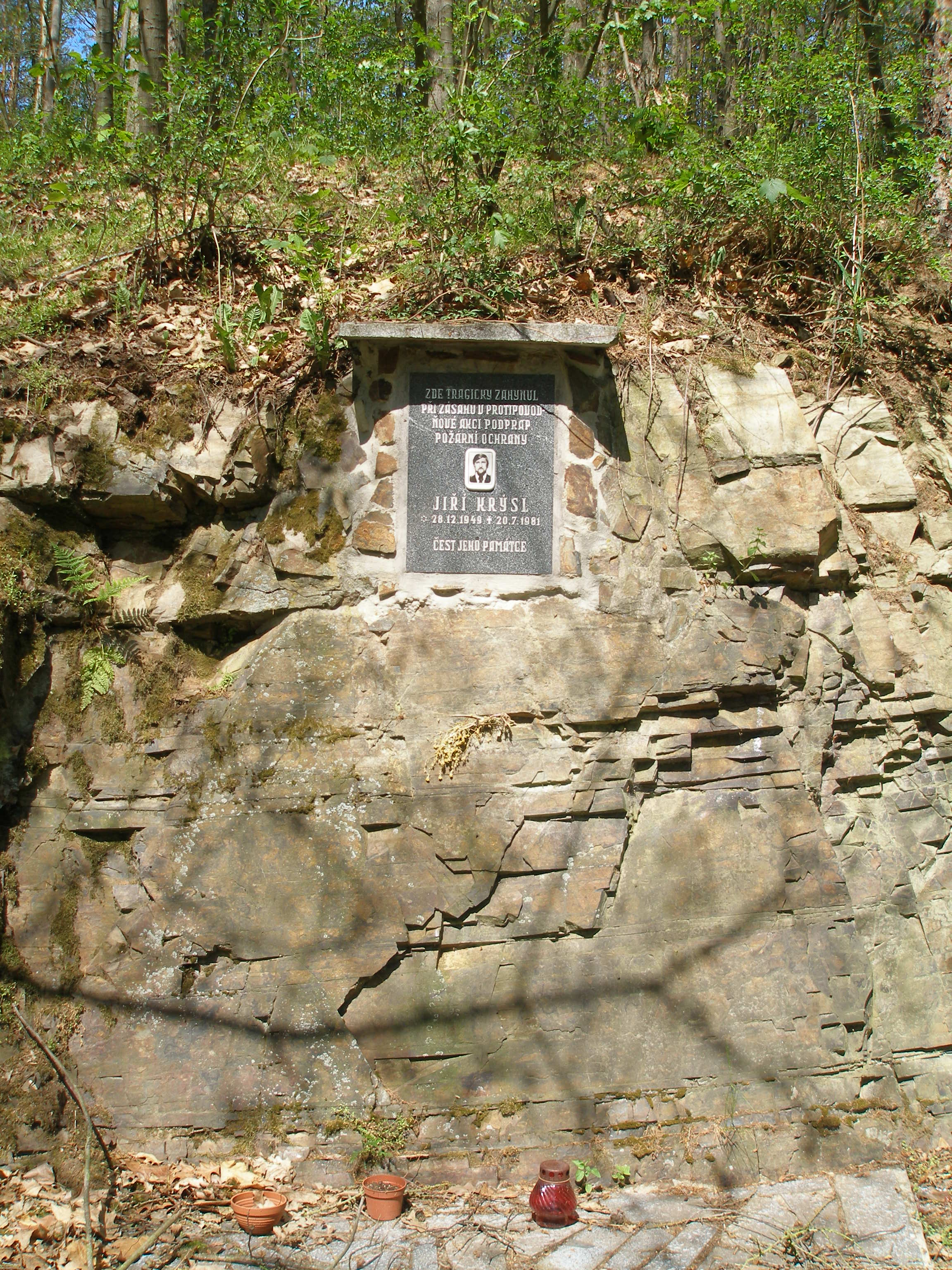
Pomníček Jiřího Krýsla, který v těchto místech zahynul při povodni 20. července 1981, mezi Novým Knínem a Velkou Lečicí
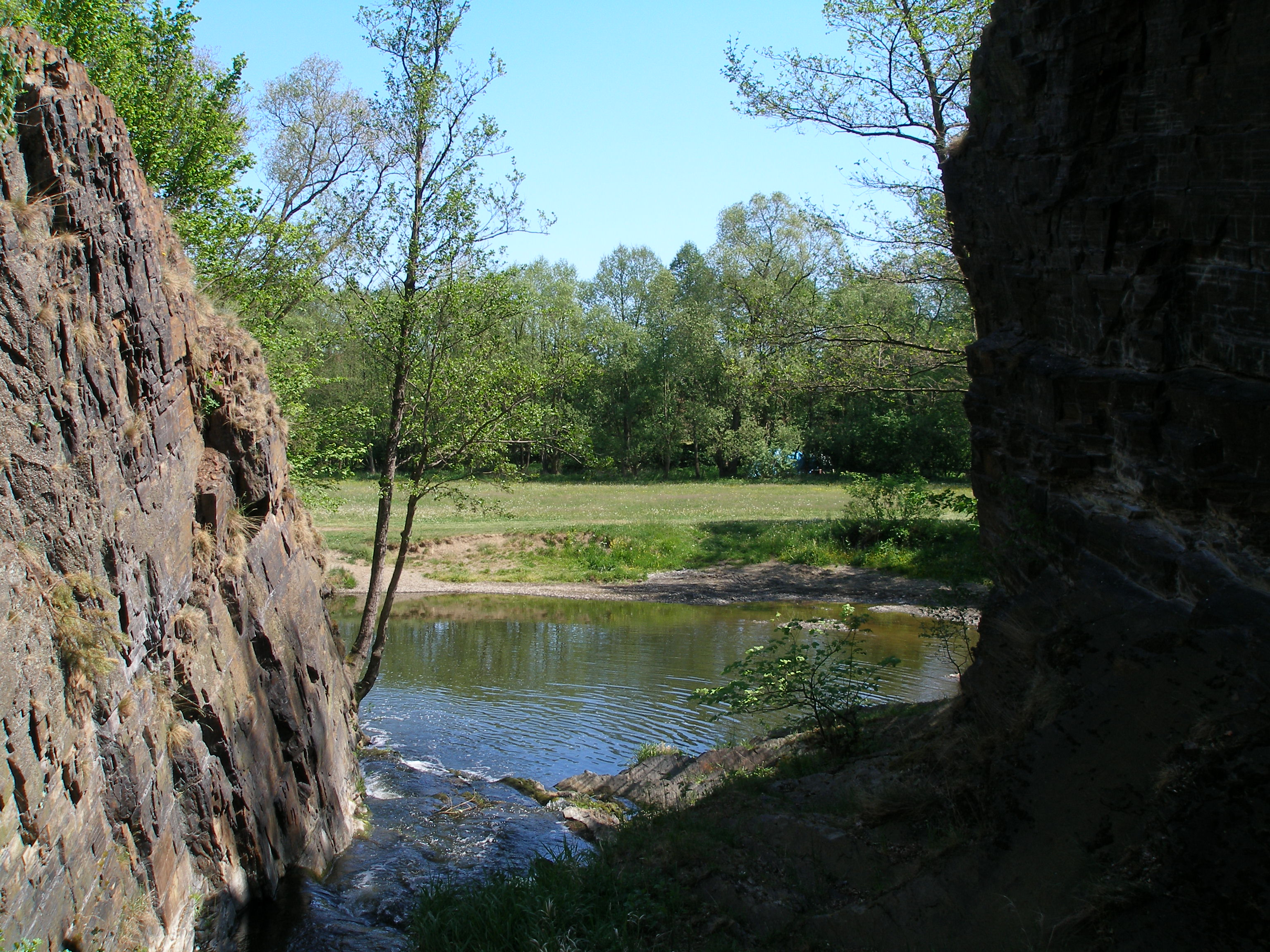
Průrva Kocáby poblíž vsi Malá Lečice - pohled po proudu
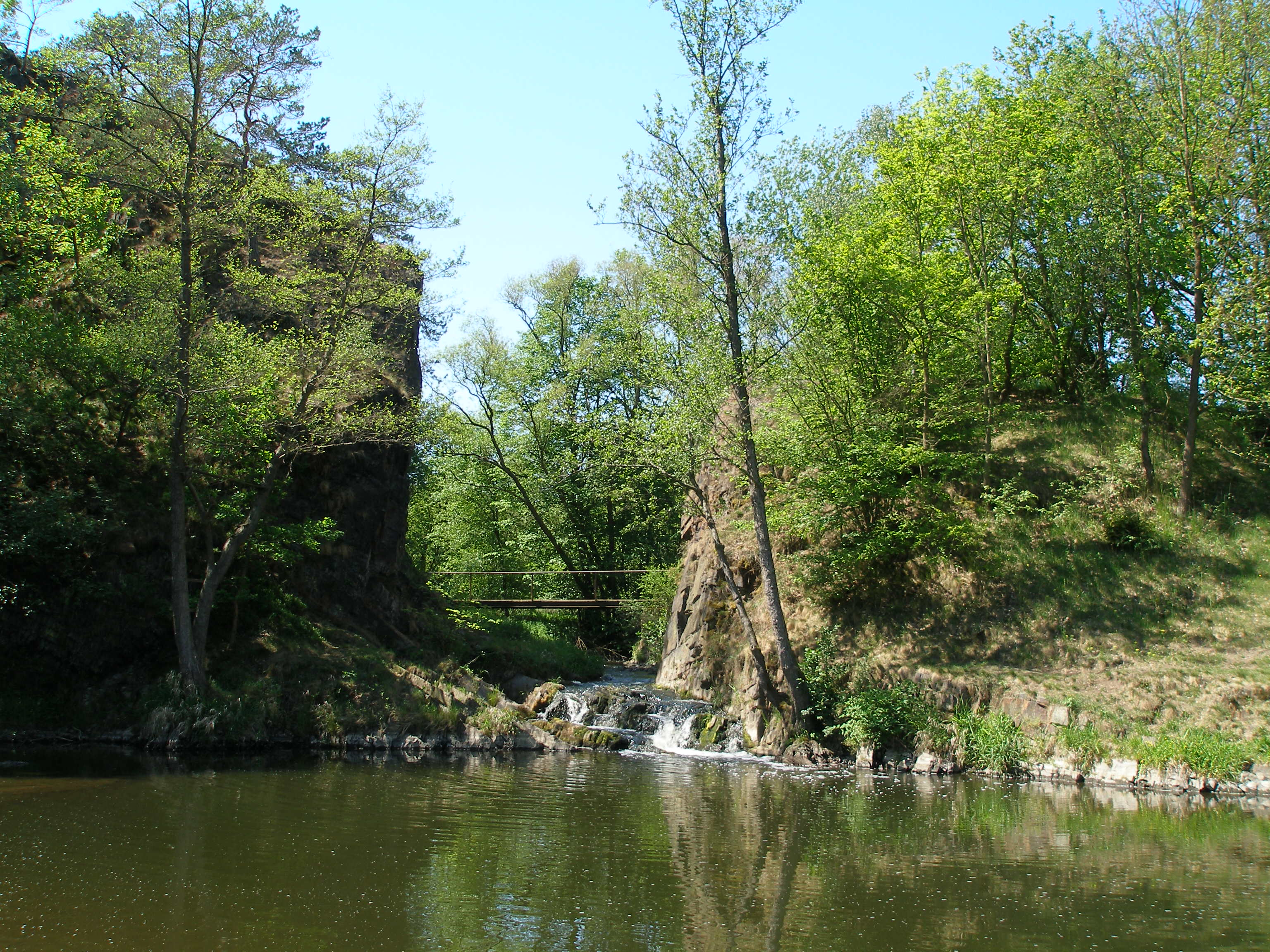
Průrva Kocáby poblíž vsi Malá Lečice - pohled proti proudu
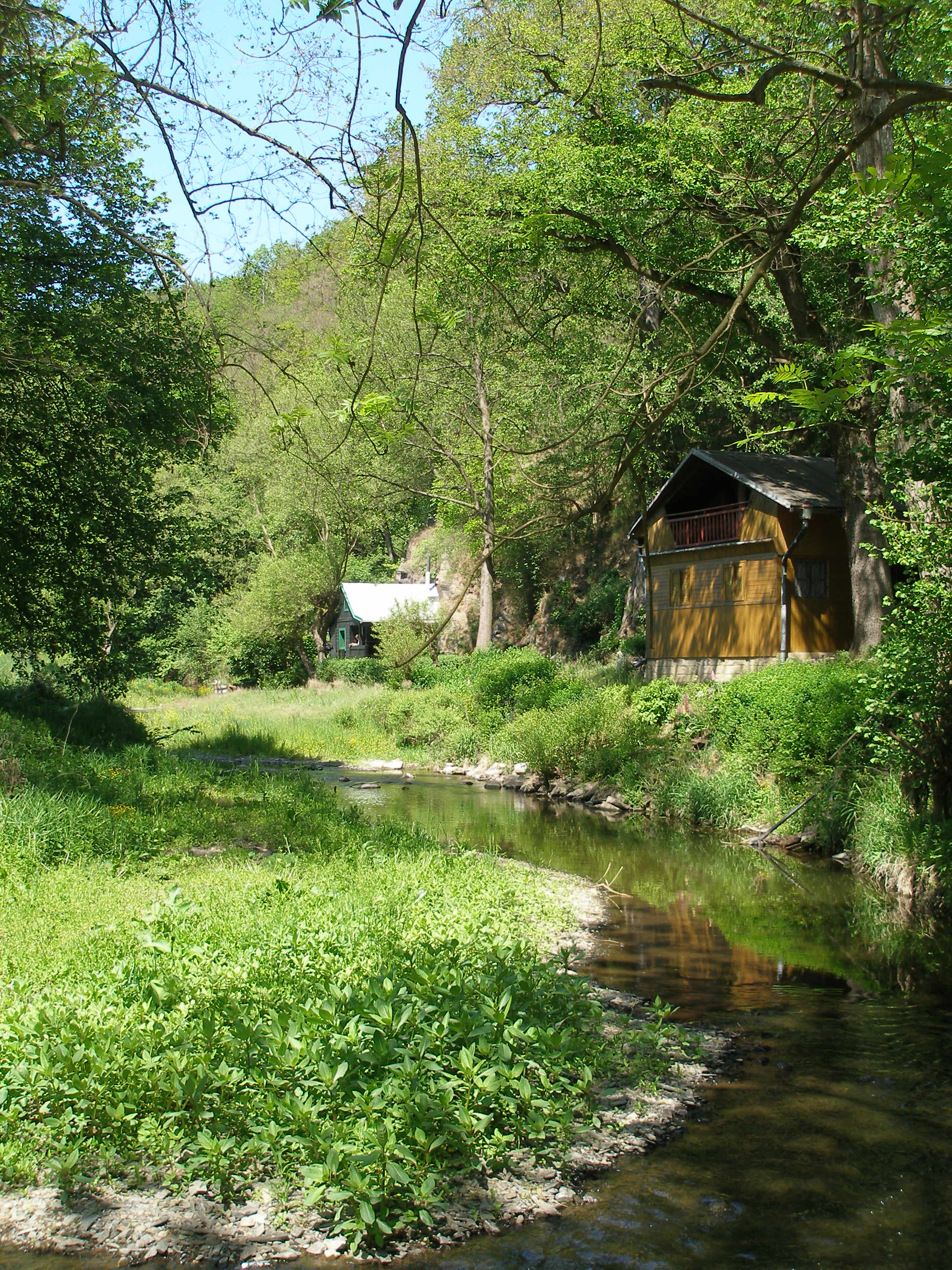
Koryto Kocáby mezi vsí Malou Lečicí a chatovou osadou Askalona
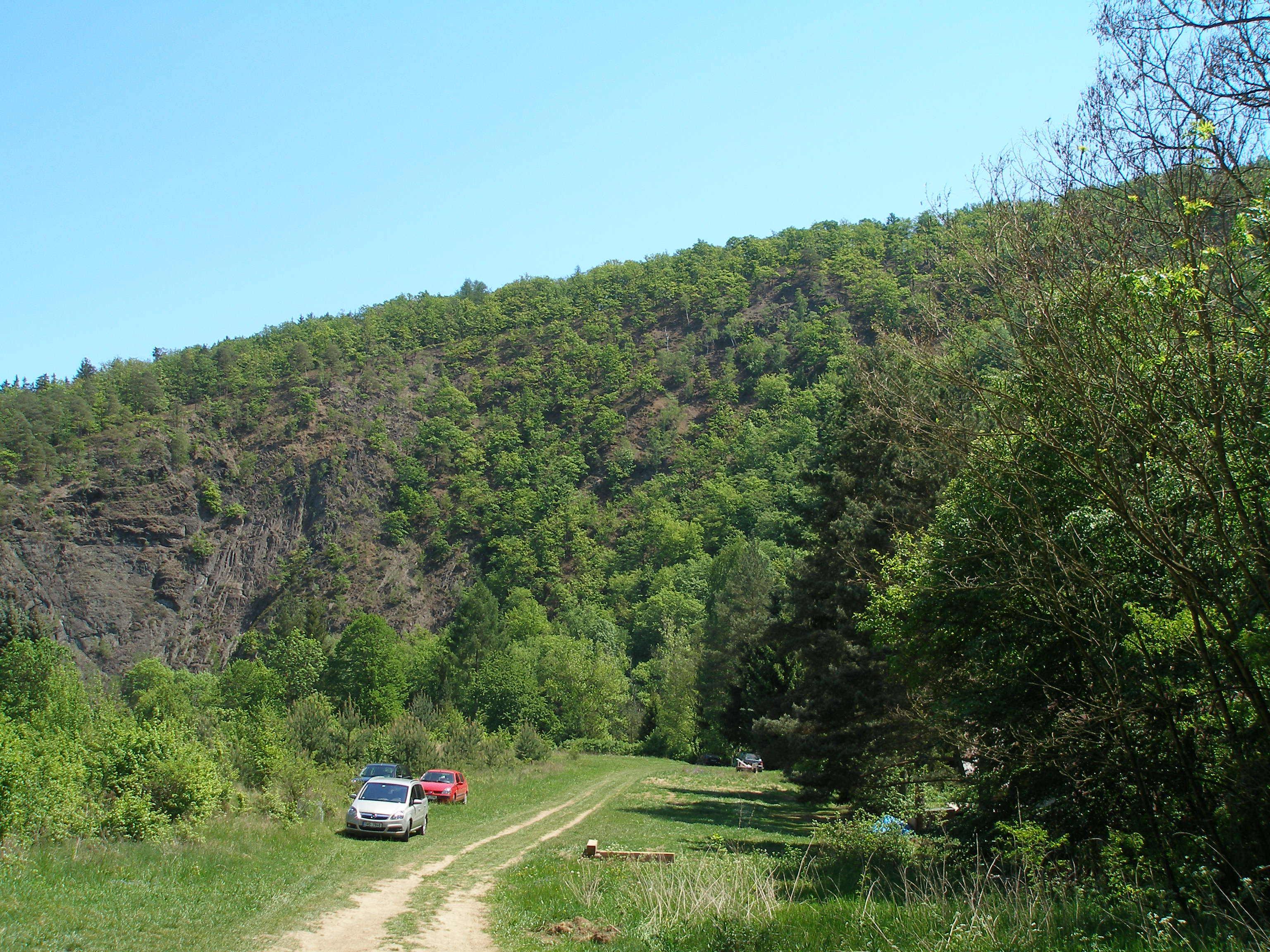
Údolí Kocáby nad osadou Dashwood
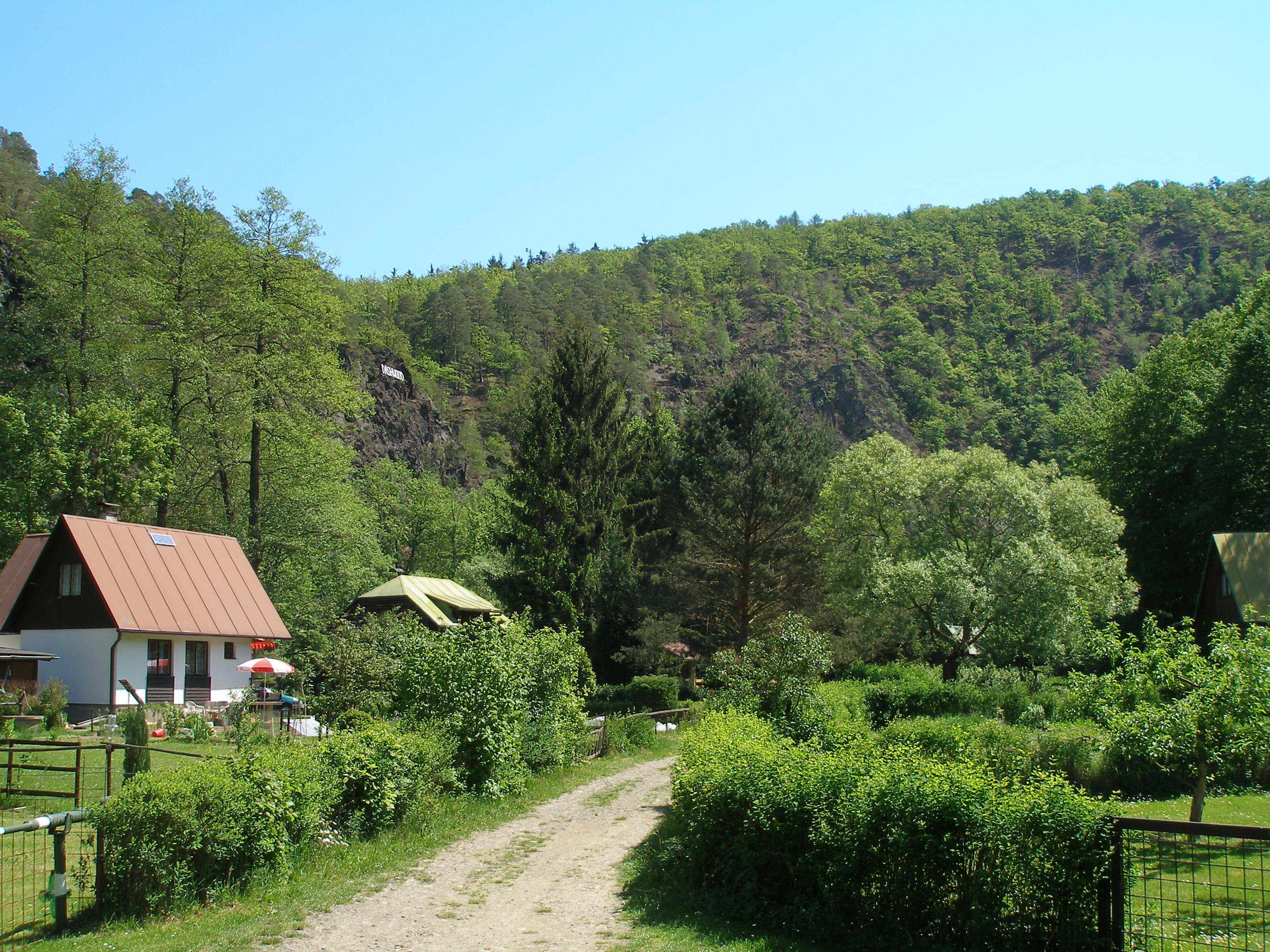
Osada Dashwood na Kocábě
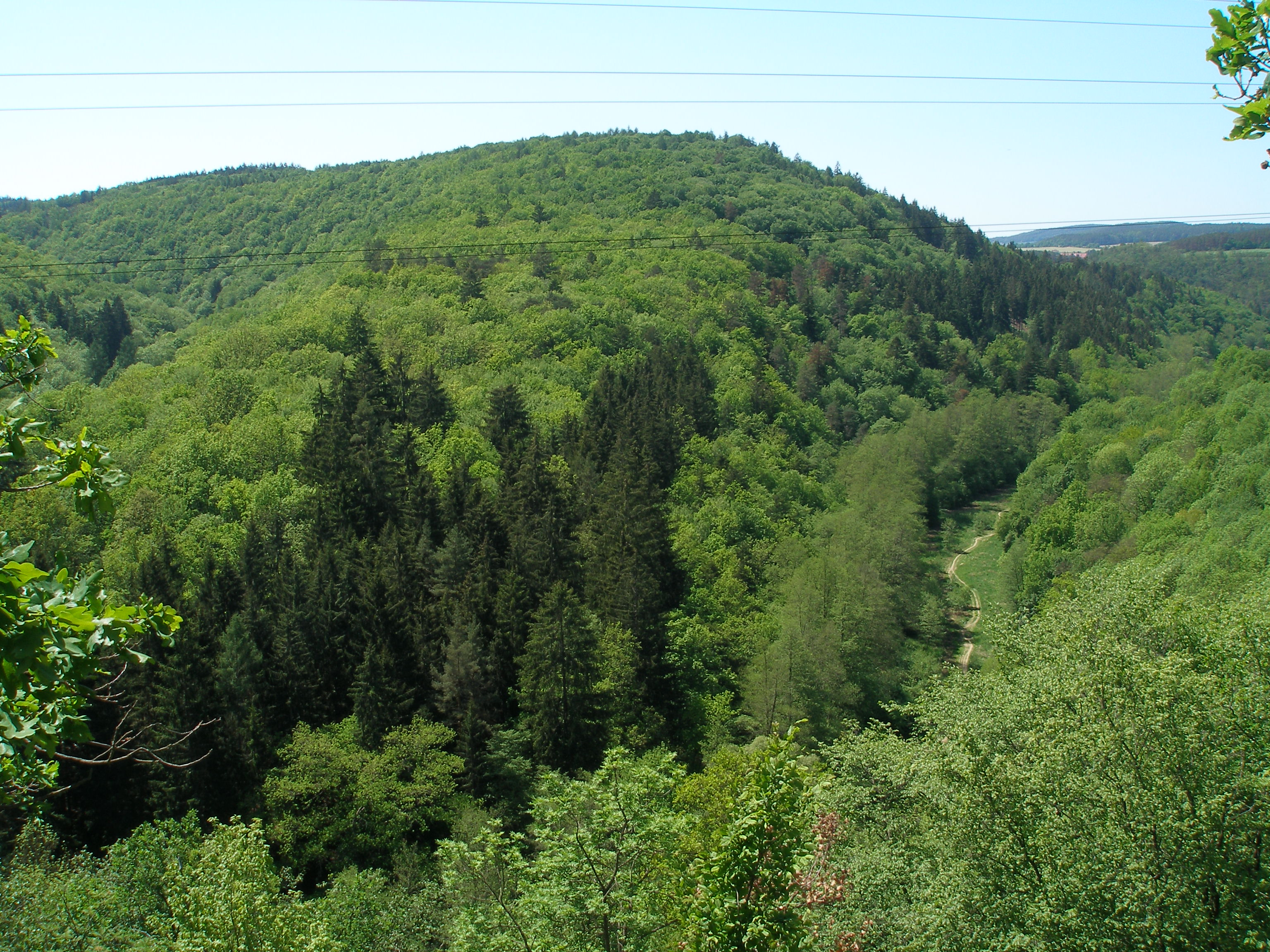
Údolí Kocáby nad osadou Havran - pohled proti proudu
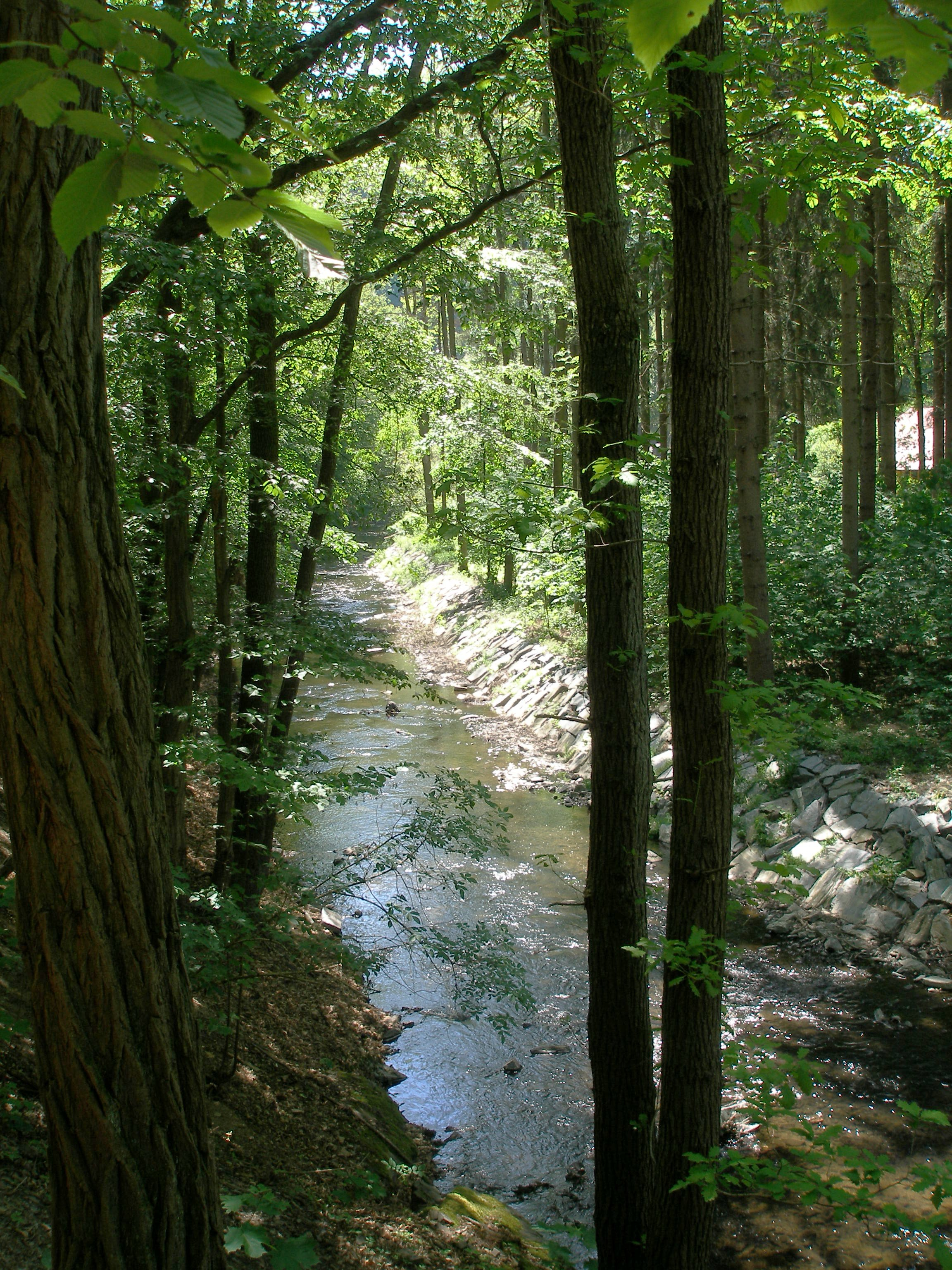
Koryto Kocáby těsně nad chatovou osadou Havran
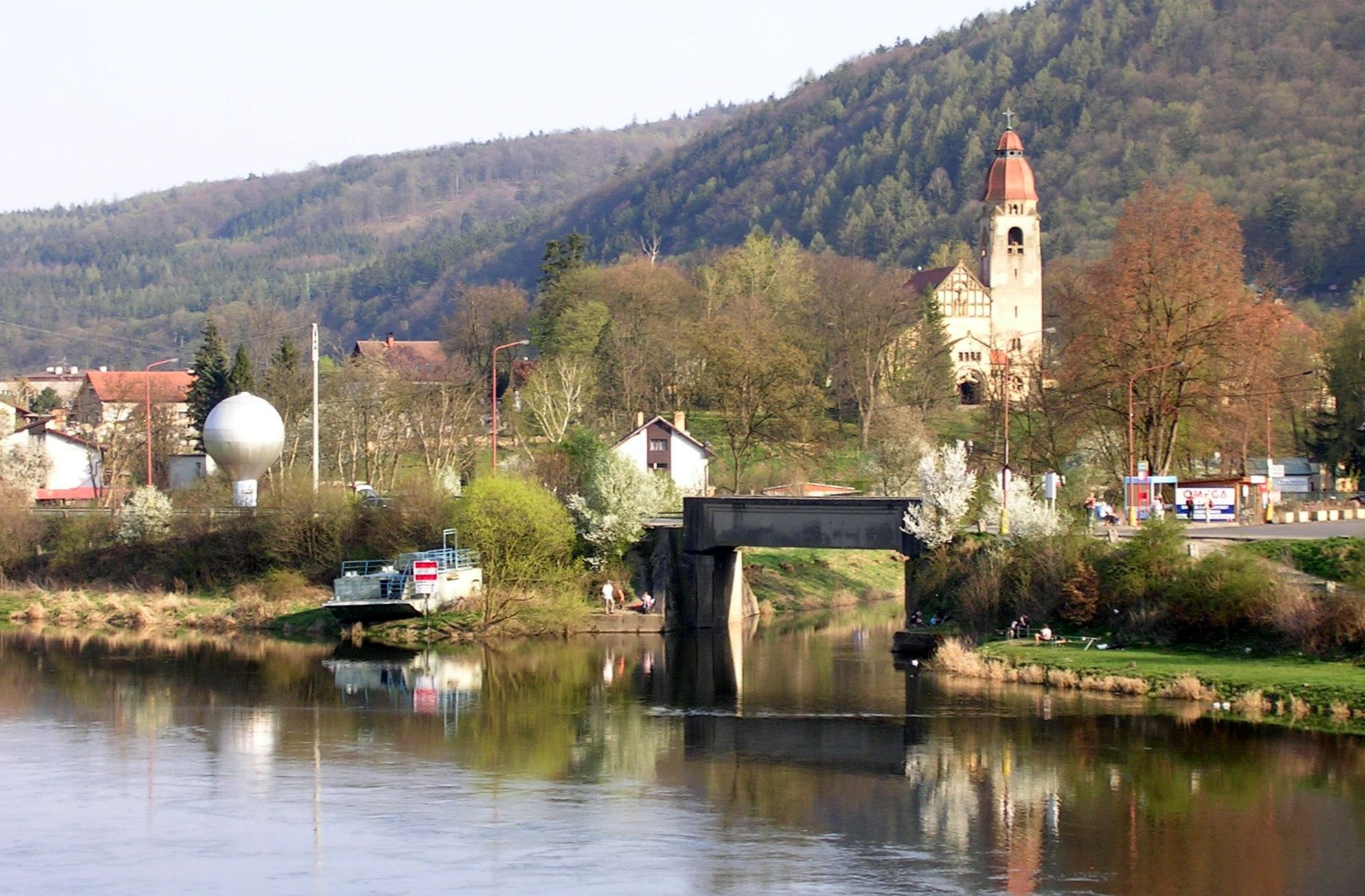
Ústí Kocáby do Vltavy ve Štěchovicích, přemostěné Vltavskou ulicí